# Susann Iren Hall
Susann Iren Hall, née le 17 septembre 1990 à Mo i Rana, est une handballeuse internationale norvégienne évoluant au poste de pivot.
Avec l'équipe de Norvège, elle connaît sa première sélection en octobre 2012 face à la Russie. 

## Palmarès

### Sélection nationale
autres
- vainqueur du championnat du monde junior en 2010
- vainqueur du championnat d'Europe junior en 2009[1]